# Erasinus flagellifer
Erasinus flagellifer là một loài nhện trong họ Salticidae.
Loài này thuộc chi Erasinus. Erasinus flagellifer được Eugène Simon miêu tả năm 1899.